# Szkoła Podchorążych Rezerwy Piechoty Agricola

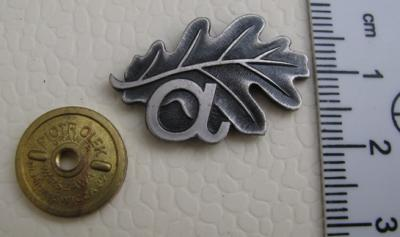
Odznaka szkoły bez brązowej emalii.

Szkoła Podchorążych Rezerwy Piechoty „Agricola” – szkoła podchorążych założona w październiku 1941 roku jako ośrodek kursów wojskowych członków Szarych Szeregów, prowadzonych we współpracy ze Związkiem Odwetu Związku Walki Zbrojnej.
Nazwa szkoły (od jej II turnusu w 1942) nawiązywała do spisku podchorążych z 1830 i ich czynu zbrojnego – Nocy Listopadowej.
W marcu 1943 komendantem szkoły został Eugeniusz Konopacki (ps. „Trzaska”), który był także komendantem Centrum Wyszkolenia Wojskowego Szarych Szeregów.
Zajęcia odbywały się w Szkole Ogrodniczej, dawnym budynku prywatnego  Gimnazjum Władysława Giżyckiego na Wierzbnie, nieopodal Królikarni, wśród ogrodów na skarpie mokotowskiej, niemal jak na wsi – jest to drugim wyjaśnieniem nazwy Agricola (łac. rolnik). Niektóre z nich organizowano w Sękocinie.
Prowadzono tajne kursy i szkolenia wojskowe, które ukończyło ok. 320 harcerzy. 

## Uczestnicy i absolwenci
W kursach uczestniczyli lub ukończyli je m.in.:
- Jerzy Adamski „Jastrzębiec” (II turnus, czerwiec-grudzień 1942)
- Jan Kajus Andrzejewski
- Krzysztof Kamil Baczyński
- Bolesław Krzysztof Biega
- Jan Bytnar
- Władysław Cieplak
- Maciej Aleksy Dawidowski
- Juliusz Bogdan Deczkowski
- Henryk Deminet „Miś” (IV turnus maj 1944)
- Stanisław Duszczyk „Staw” (IV turnus maj 1944)
- Jerzy Dybczak „Dąb” (II turnus, czerwiec-grudzień 1942)
- Jerzy Golnik „Tyka” (IV turnus maj 1944)
- Bronisław Hellwig
- Tadeusz Huskowski
- Zbigniew Klimas „Rawicz” (II turnus, czerwiec-grudzień 1942)
- Zdzisław Kozankiewicz „Mimoza” (II turnus, czerwiec-grudzień 1942)
- Henryk Kozłowski „Kmita” (IV turnus maj 1944)
- Andrzej Krajewski (II turnus, czerwiec-grudzień 1942)
- Wiktor Krauze „Pol” (II turnus, czerwiec-grudzień 1942)
- Stefan Lewandowski „Sten” (IV turnus maj 1944)
- Andrzej Łukoski „Blondyn” (IV turnus maj 1944)
- Henryk Ostrowski „Heniek”, „Kos”, „Rysiek” (I turnus, październik 1941 – czerwiec 1942)
- Bronisław Pietraszewicz
- Włodzimierz Roefler „Hrabia” (IV turnus maj 1944)
- Jan Romocki Bonawentura
- Andrzej Romocki
- Arkadiusz Rudzki (II turnus, czerwiec-grudzień 1942)
- Stanisław Sadkowski „Stefan Czarny” (IV turnus maj 1944)
- Mieczysław Słoń „Jurand” (II turnus, czerwiec-grudzień 1942)
- Aleksander Soliński „Albatros” (II turnus, czerwiec-grudzień 1942)
- Józef Szczepański
- Wiktor Szeliński (II turnus, czerwiec-grudzień 1942)
- Wojciech Świątkowski „Korczak”
- Jan Więckowski
- Jan Andrzej Wiśniewski „Strzegoń” (IV turnus maj 1944)
- Ryszard Zalewski „Wojdak” (IV turnus maj 1944)
- Jerzy Zapadko
- Ryszard Zarzycki „Scott” (IV turnus maj 1944)
- Tadeusz Zawadzki
- Jerzy Zborowski

## Pisownia nazwy szkoły
W literaturze spotyka się różną pisownię nazwy szkoły: najczęściej Agricola, rzadziej Agrykola lub Agrikola.